# The Rhythm of the Night
«The Rhythm of the Night» (en español: «El Ritmo de la Noche») fue el primer sencillo de la banda italiana de eurodance Corona. Fue el primer sencillo de su álbum debut, también llamado The Rhythm of the Night. La canción fue lanzada por primera vez en 1993, y el 5 de agosto de 1994 fue relanzada en versión remix.
Especialmente dedicado para las pistas de baile, tuvo un gran éxito alcanzando los primeros puestos en varias listas de sencillos en todo el mundo como Israel e Italia. También alcanzó el puesto # 11 en el Billboard de Estados Unidos. Fue incluida en la película «A Night at the Roxbury» (una noche en el Roxbury) en 1998. En 2013 el tema fue incluido en el videojuego de Rockstar Games GTA V. La canción, actualmente se ha convertido en todo un clásico del eurodance. Junto a What Is Love (1992) de Haddaway y Be My Lover (1995) de La Bouche, es una de las canciones más emblemáticas y conocidas de dicho género.

## Antecedentes
Animada por su amigo, el futbolista brasileño Pelé, Olga de Souza viajó a Italia para buscar un productor musical e iniciarse en la industria musical, finalmente fue descubierta y contratada en la discográfica ZYX Music. Luego de reunirse con sus productores y compositores Giorgio Theo Spagna (hermano de la cantante Ivana Spagna), Ann Lee y Checco Bontempi (Lee Marrow), Souza decidió formar parte de la banda Corona.
La canción «The Rhythm of the Night», fue grabada con la voz de la cantante italiana de ascendencia africana Giovanna Bersola (Jenny B.), quien no quiso ser imagen del grupo y posteriormente lo abandonó.

## Composición
La canción es del género eurodance. Está compuesta en un medio tempo.

## Lista de canciones[1]
- «The Rhythm of the Night» (Rapino Bros. 7' Single)
- «The Rhythm of the Night» (Club Mix)
- «The Rhythm of the Night» (Remix)
- «The Rhythm of the Night» (Instrumental)
- «The Rhythm of the Night» (R.B.X. Euro Mix)
- «The Rhythm of the Night» (A cappella version)
- «The Rhythm of the Night» (Extended version)

## Impacto cultural
La canción ha sido un gran éxito en los '90, logrando el puesto #1 en 35 países. Además, la canción apareció en el videojuego de crimen GTA V (2013) y en la película The Disaster Artist (2017). También, la canción fue usada para promocionar los celulares y chips electrónicos de la compañía argentina de celulares NEXTEL en varias publicidades de la campaña «PRIP! - El sonido del éxito» del año 2009. La canción ha sido un meme en 2014 cuando se publicó en Internet un audio que grabó un locutor de radio de la República Dominicana. En este audio, se podía escuchar la confusión de título que había dicho un oyente al locutor que pedía tal canción, diciendo «¿Esas son Reebok o son Nike?» (Ya que el oyente no sabía inglés) en vez de «This is The Rhythm of the Night», lo que causó una gran ola de memes y parodias en Youtube. En 2005 la canción se utilizó en el DVD del Stand Up Comedy titulado La Pelota de Letras del comendiante colombiano Andrés López.

## Posicionamiento en listas

### Listas semanales
| Lista (1994–1995)                                 | Máxima posición |
| ------------------------------------------------- | --------------- |
| Australia (ARIA)                                  | 8               |
| Austria (Ö3 Austria Top 40)                       | 6               |
| Bélgica (Flandes) (Ultratop 50)                   | 13              |
| Dinamarca (IFPI)                                  | 4               |
| Europa (Eurochart Hot 100)                        | 5               |
| Francia (SNEP)                                    | 3               |
| Francia (Top Dance)                               | 1               |
| Alemania (Offizielle Deutsche Charts)             | 8               |
| Islandia (Íslenski listinn Topp 40)               | 4               |
| Irlanda (IRMA)                                    | 3               |
| Italia (Musica e dischi)                          | 1               |
| Países Bajos (Dutch Top 40)                       | 6               |
| Países Bajos (Mega Single Top 100)                | 5               |
| Nueva Zelanda (Recorded Music NZ)                 | 7               |
| Escocia (Scottish Singles Sales Chart)            | 2               |
| España (AFYVE)                                    | 3               |
| Suecia (Sverigetopplistan)                        | 28              |
| Suiza (Schweizer Hitparade)                       | 4               |
| Reino Unido (UK Singles Chart)                    | 2               |
| Reino Unido (UK Dance Chart)                      | 3               |
| Reino Unido UK Dance (Music Week)                 | 3               |
| Reino Unido Record Mirror Club Chart (Music Week) | 16              |
| Estados Unidos Billboard Hot 100                  | 11              |
| Estados Unidos Hot Dance Club Play (Billboard)    | 7               |
| Estados Unidos Rhythmic Top 40 (Billboard)        | 7               |
| Estados Unidos Top 40 Mainstream (Billboard)      | 9               |
| Estados Unidos Cash Box Top 100                   | 11              |

### Listas anuales
| Lista (1994)                        | Puesto |
| ----------------------------------- | ------ |
| Australia (ARIA)                    | 43     |
| Bélgica (Ultratop 50 Flanders)      | 62     |
| Canadá Dance/Urban (RPM)            | 9      |
| Europa (Eurochart Hot 100)          | 15     |
| Europa (European Dance Radio)       | 3      |
| Francia (SNEP)                      | 9      |
| Alemania (Official German Charts)   | 34     |
| Islandia (Íslenski Listinn Topp 40) | 46     |
| Países Bajos (Dutch Top 40)         | 55     |
| Países Bajos (Single Top 100)       | 45     |
| Suiza (Schweizer Hitparade)         | 10     |
| Reino Unido UK Singles (OCC)        | 13     |

| Lista (1995)                     | Puesto |
| -------------------------------- | ------ |
| Estados Unidos Billboard Hot 100 | 54     |

## Versión de Cascade
El 2 de junio de 2012, el grupo de baile Cascada interpretó "The Rhythm of the Night" en la apertura de un bar, lo que llevó a la especulación de que la canción sería el nuevo sencillo del grupo. El sencillo fue lanzado el 22 de junio. Fue un éxito entre los diez primeros en Austria, pero solo alcanzó el top 30 en Alemania. Fue incluida en su álbum recopilatorio, The Best of Cascada (2013).

## Videoclip
El vídeo musical de la canción también fue lanzada el 22 de junio, en primer lugar en la página oficial de Cascada en Facebook para Alemania y luego al resto del mundo vía Youtube. Cuenta con la participación del rapero Nicci, cantando su parte de la canción, y Horler con una chaqueta amarilla al inicio del vídeo. Se desarrolla en una fiesta en una casa de lujo y también cuenta con agentes de policía, que resultan ser estrípers al final del vídeo.

## Canciones
| Descarga digital |                                                          |          |  |
| N.º              | Título                                                   | Duración |  |
| 1.               | «The Rhythm Of The Night» (Radio Edit)                   | 3:22     |  |
| 2.               | «The Rhythm Of The Night» (Crew Cardenal Radio Edit)     | 3:35     |  |
| 3.               | «The Rhythm Of The Night» (Ryan T. & Rick M. Radio Edit) | 3:58     |  |
| 4.               | «The Rhythm Of The Night» (Extended Mix)                 | 4:44     |  |
| 5.               | «The Rhythm Of The Night» (Crew Cardinal Remix)          | 5:51     |  |
| 6.               | «The Rhythm Of The Night» (Ryan T. & Rick M. Remix)      | 5:43     |  |

## Posicionamiento en listas
| Listas                                | Máxima posición |
| ------------------------------------- | --------------- |
| Austria (Ö3 Austria Top 40)           | 9               |
| Alemania (Offizielle Deutsche Charts) | 26              |
| Suiza (Schweizer Hitparade)           | 22              |

## Fecha de lanzamiento
| País           | Fecha               | Formato              | Discográfica    |
| -------------- | ------------------- | -------------------- | --------------- |
| Alemania       | 22 de junio de 2012 | Descarga digital, CD | Zooland Records |
| Estados Unidos | 22 de junio de 2012 | Descarga digital     | Zooland Records |
| Reino Unido    | 2013                | Descarga digital     | AATW            |

## Otras versiones
- En 2008, la canción fue versionada por el grupo de pop neerlandés Hermes House Band, y alcanzó el número 16 en Francia y el número 55 en Alemania.
- En 2013, la banda británica Bastille grabó "Of the Night", un popurrí de "The Rhythm of the Night" y "Rhythm Is a Dancer" de Snap!.
- Hattie Webb, de las Webb Sisters, hizo una versión de la canción; que fue utilizada en la campaña publicitaria de McDonald's "We Are Awake en su EP Mouth of the Sea, lanzado el 11 de noviembre de 2016.
- Jenny B, quien cantó en la canción original, cantó la versión utilizada en el videojuego Just Dance 2019 de 2018.
- En 2018, la canción fue versionada en versión bigroom por los djs holandeses Maurice West y SaberZ.
- En 2019 el grupo The Black Eyed Peas y el reggaetonero colombiano J Balvin usaron un sample de "The Rhythm of the Night" para su canción "Ritmo (Bad Boys for Life)", el cual predomina en la mayor parte de la canción.